# Karim Laghouag
Karim Laghouag, född den 4 augusti 1975 i Roubaix, är en fransk ryttare.
Han tog OS-guld i lagtävlingen i fälttävlan i samband med de olympiska tävlingarna i ridsport 2016 i Rio de Janeiro.
Vid OS 2024 ingick han i det franska laget som tog silver i fälttävlans lagtävling.